# Sé
Sé là một thị trấn thuộc hạt Vas, Hungary. Thị trấn này có diện tích 6,03 km², dân số năm 2010 là 1399 người, mật độ 232 người/km².